# كتسبويل
لقد أعطت المناظرُ الطبيعية الفريدة والإطلالات الجبلية الخلّابة والبحيرات ذات المياه الصافية مدينةَ كيتسبوهل النمساوية سمعةً دوليةً ولقباً يجب أن يُكتسَبَ كلَّ سنة مرة أخرى إنّه لقبُ «أفضل منطقة في جبال الألب». تقع المدينة بين جبل «كيستبوهلر هورن» (ارتفاعه 2000م) وقمة «هاننكام». هذه المدينة متعددة الإمكانيات فإنَّك تستطيع الاستمتاع بالطبيعة الخرافية والتسوق في المدينة القديمة ذات الوسط التاريخي المميّز والذي يبلغ عمره 700 سنة والاسترخاء في مطعم جميل أو مقهى أو كازينو أوالاحتفال والرقص طوال الليل في واحدٍ من البارات الأسطورية أو ملاهي الديسكو، وهي أيضاً مقرُ إقامةٍ ثاني ووجهةٌ سياحية للعديد من المشاهير والعائلات الملكيّة من جميع أنحاء العالم(المملكة العربية السعودية، الأردن، السويد...إلخ). تتمتعُ كيتسبوهل بطرقٍ اتصالٍ قريبةٍ لبواباتٍ دولية مثل مدينة سالزبورغ (80 كم) وإنسبروك (90 كم) وميونيخ (160 كم) ومن الممكن الوصول إليها بسهولة وذلك بواسطة خدمة التوصيل أو القطارأو استئجار سيارة.

## أهم الأماكن السياحية

### بحيرة شوارز سي
تعد واحدةٌ من أكثر البحيرات دفئاً في جبال الألب، تبلغ مساحة سطح بحيرة Lake Schwarzsee «شوارز سي» هكتاراً ويبلغ عمقها7 امتارٍ (23 قدماً). يُعطي الطين الخصب خصائص شفائية مميزة للمياه. تستطيع الاستمتاع بعالم الجبال الرائع في المناظر الطبيعية المحيطة أثناء قيامك بالسباحة، بما في ذلك سلسلة جبال «وايلدر كايزر» بقممها البالغ ارتفاعها أكثر من 2000 متر. ويستطيع المرء هنا القيام بنشاطات رياضية عديدة كلعب الغولف وصيد السمك وركوب القوارب والمشي على ضفاف بحيرة شوارز سي.

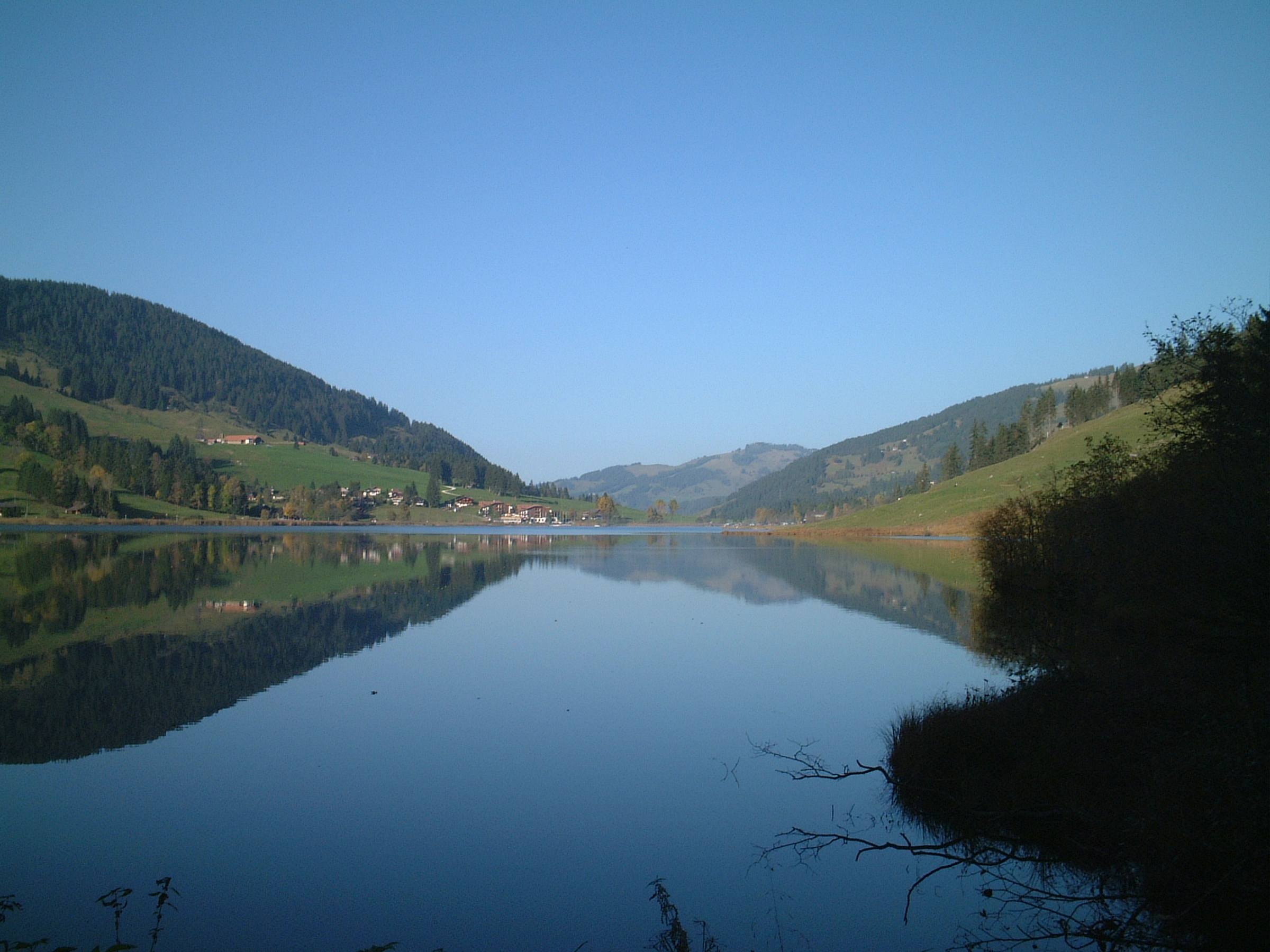
بحيرة شوارز سي

### جبل هاننكام
منحدرُ تزلج مشهورٌ عالمياً، حيث تأخذك عربات مسيرة على سكك حديدية «بيرغبانن كيتسبوهل» لعالم جبال الألب المذهل في كيتسبوهل. هنالك في الأعلى، سوف ترى أكثر المنحدرات تحديا في العالم، إنّه جبل «هاننكام» Hahnenkamm Mountain (والذي يعني اسمه «عُرف الديك»). تستطيع بدء زيارتك بالذهاب إلى «متحف التلفريك» الواقع عند المحطة (محطة الجبل «هوخ كيتسبوهل»). يفتح المتحف يومياً في فصل الصيف. يتمكن حاملو «بطاقة كيتسبوهل للضيوف» من الاستفادة الكاملة من برنامج المشي مجاناً لاكتشاف جبال الألب في كيتسبوهل بمرافقة دليلٍ احترافيٍّ وتعلم المزيد عن المنطقة وأناسها.

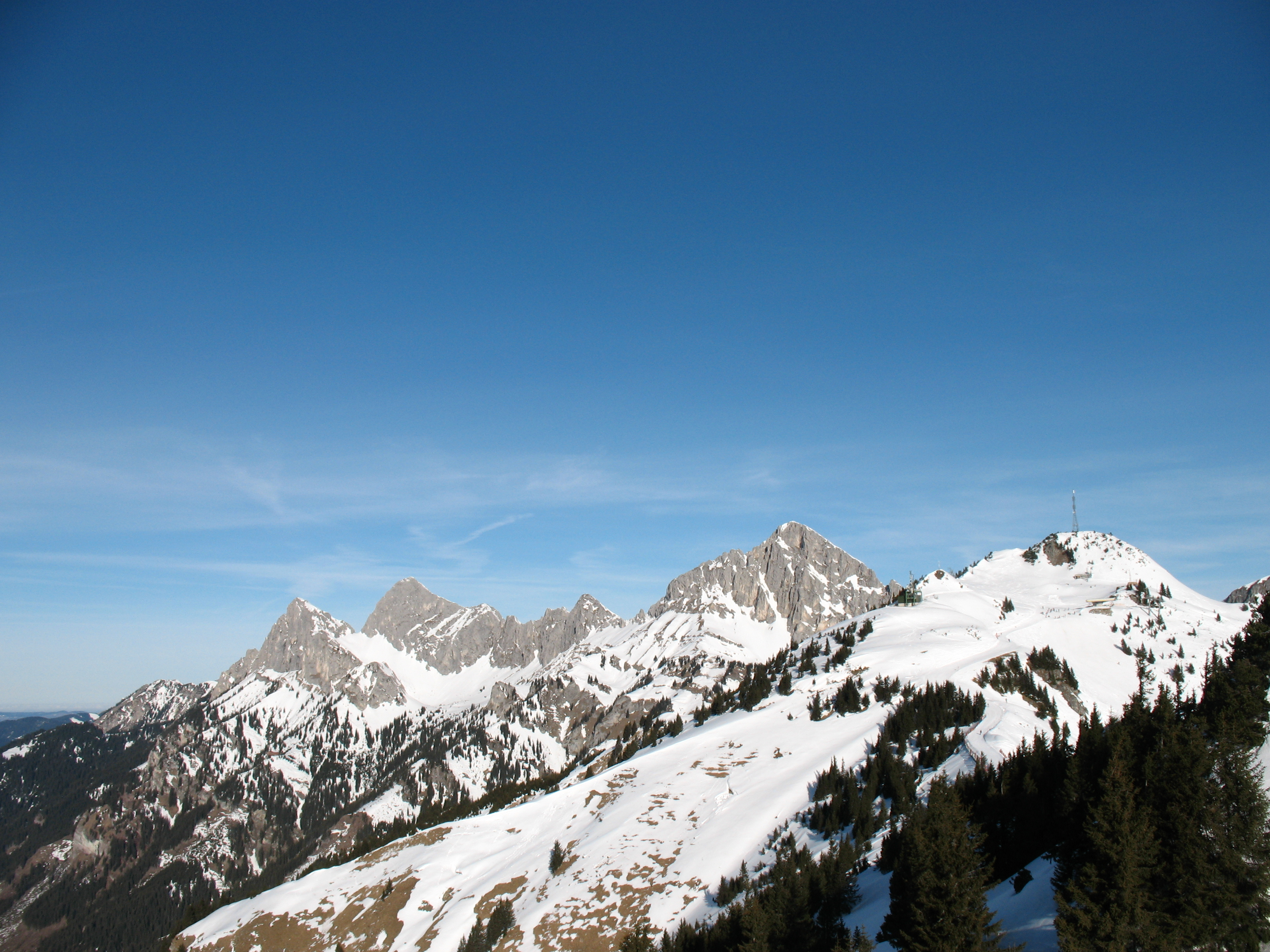
جبل هاننكام

### المدينة القديمة
تمتلك المدينة القديمة Old Town في كيتسبوهل والتي يبلغ عمرها أكثر من 700 سنة ببيوتها الملونة سحراً خاصاً جداً بها.
تُخفي الأزقة والشوارع التاريخيّة بوتيكات فاخرة وبارات ومطاعم أنيقة. قد تكون المدينة القديمة المعبدة بالحصى غريبة وظريفة ولكنها تمتلك أيضاً الكثير من الذوق البسيط. لاتفوت التوقف عند أحد المقاهي ومحلات الخبز والمعجنات حيث تُقدّمُ أطايب الحلويات. يمكن إيجاد مجموعة منوعة من الأطعمة الشهيّة في العديد من محلات البقالة بينما تمرُّ في الخارج طوال اليوم عربات رومانسية تجرها الأحصنة.

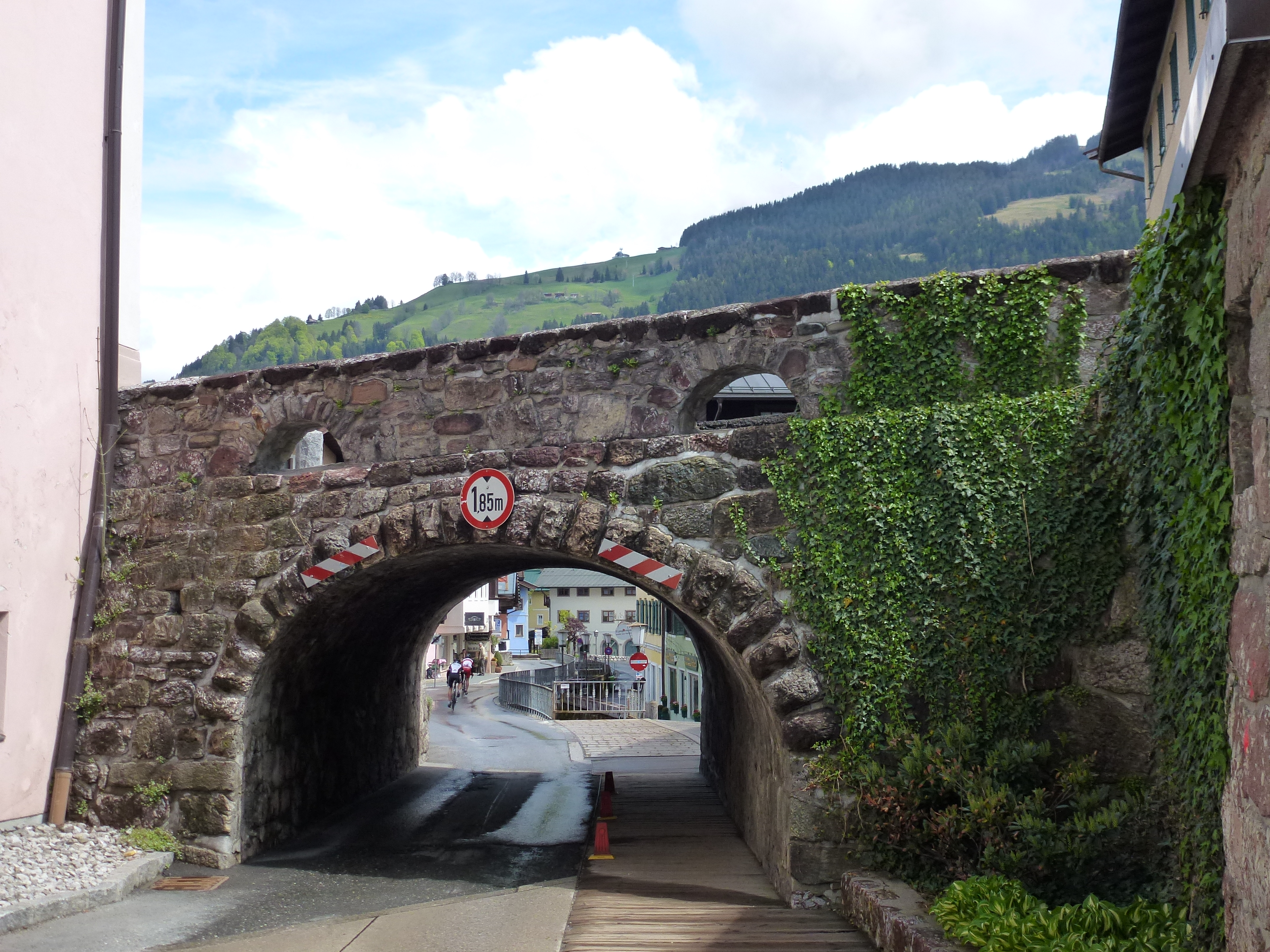
المدينة القديمة

### جبل كيتسبوهلر هورن
اقفز على متن تلفريك «هورن بان» وأتح لنفسك أن يتم نقلك بسرعة إلى قمة «هورن غيبفل» على ارتفاع 2000 متر. هنالك عند القمة نقطة البداية لدربٍ قصيرٍ ينحدر نحو «حديقة الأزهار الألبيّة». تَحتضِن هذه الحديقة الفريدة الحياة الفطرية الأصلية ونباتات نادرة من جميع أنحاء العالم. سوف يُتيح القيام برحلةٍ مشياً على الأقدام عبر «حديقة الأزهار الألبيّة» إلى «هورن كوبفل» للزوار الاستمتاعَ بأكثر الإطلالات روعةً لجبال كيتسبوهل Kitzbueheler Horn Mountain. بالإضافة إلى البيئة الحيوانية المتنوعة، تستطيع إهداء قدميك بعض الراحة وذلك بالقيام بحمامٍ علاجيٍّ بالمياه بطريقة «كنايب» في المياه الجبلية المنعشة.

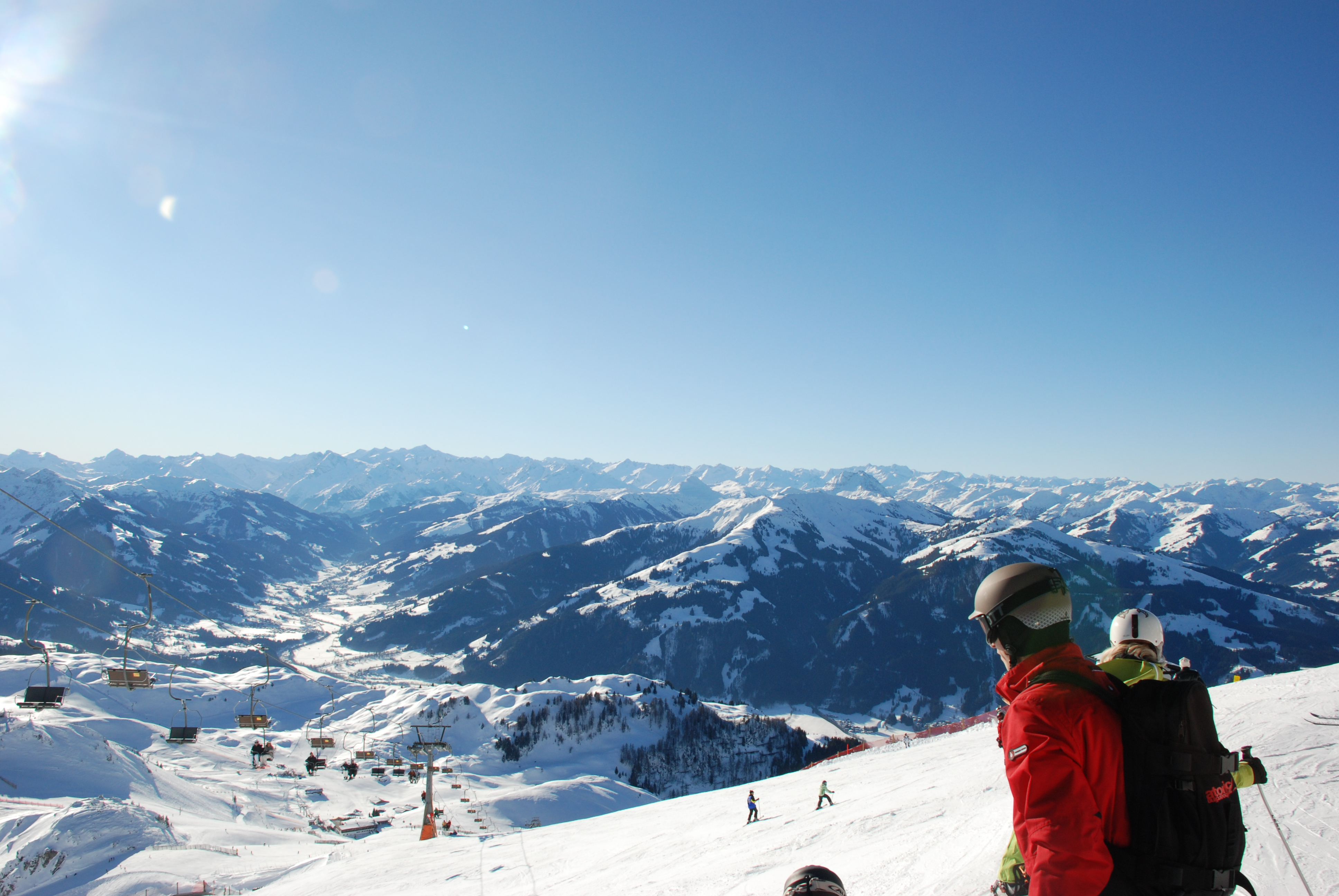
جبل كيتسبوهلر هورن

### منتزه أوراخ للحياة البرية
تستطيع زيارة موطن طبيعي Wildlife Park Aurach لما يزيد عن 200 حيوان على ارتفاع 1100 متر فوق مستوى سطح البحر وعلى بعد 4 كيلومتراتٍ جنوب كيتسبوهل. يستضيف منتزه الحياة البرية، وهو أضخم حظيرة مُسيجة في الهواء الطلق تقع في إقليم تيرول بمساحة تبلغ 40 هكتار، الغزلانَ وحيوانات الوشق والخنازير البرية وثيران التبت وثيران الدرباني وحيوانات المرموط والبط البري وطيور التَّدرج والطواويس والكثير من الأنواع الأخرى. 
يتم القيام بلعبة التغذية يومياً عند الساعة 2.30 بعد الظهر.
(ما عدا خلال موسم التزاوج من منتصف سبتمبر وحتى منتصف نوفمبر)
أوقات العمل
في الصيف من الساعة 9 صباحاً – 5 مساءً
الأسعار
الأشخاص البالغون 7,00 € 
باستخدام بطاقة الضيوف لمكتب كيتسبوهل السياحي 6.50 €
الأطفال من عمر 6 – 14 سنة 2.50€ 

## التسوق في كيتسبوهل
مدينةٌ قديمةٌ فريدةٌ مغمورةٌ في المناظر الطبيعة الجميلة. يشتمل التسوق في كيتسبوهل على عروضٍ متنوعٌة، فهي تتراوح بين الأثواب المحليّة التقليديّة والمجوهرات الألبيّة المثيرة وحتى المنتجات الحرفية الإقليمية الضاربة جذورها في عمق التاريخ. تعرِضُ البوتيكات الفاخرة آخر الصيحات في عالم الموضة لمصممي أزياء معروفين دولياً. يتمكن الضيوف من الاستمتاع بليالي تسوقٍ طويلةٍ كلَّ يوم خميس في شهر يوليو/أغسطس.

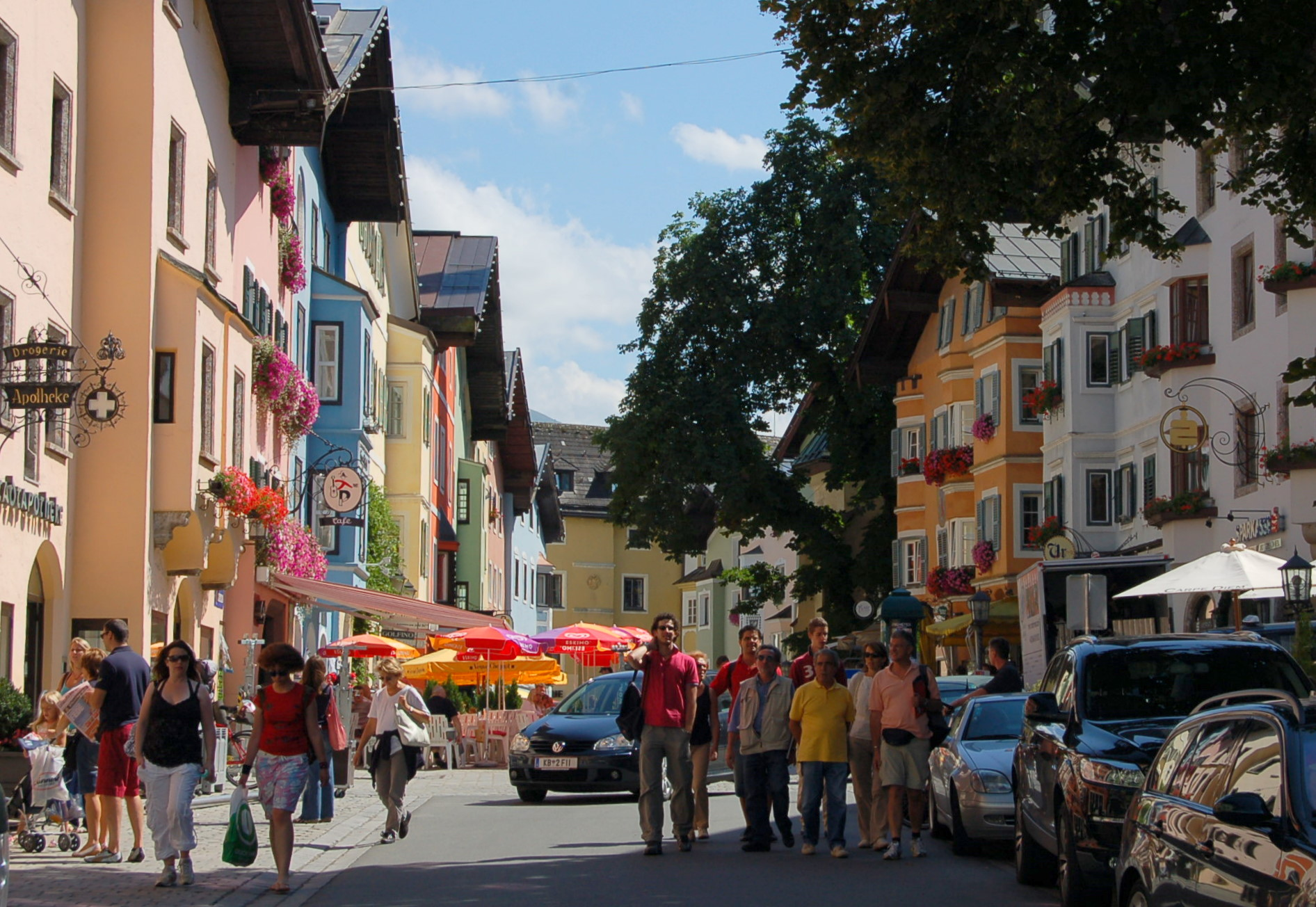
التسوق في كيتسبوهل

## فنادق ومنتجعات في كيتسبوهل

### منتجع وفندق غراندأ- روزا
منتجع وفندق غراندأ روزا Grand SPA Resort A-ROSA هو دارٌ فخمٌة واقعةٌ على الجانب المشمس من الوادي، ليست بعيدة عن سلسلة جبال وايلدر كايزر. يوفر المرفق المترف المحاطٌ بنادي الغولف الأكثر تقليدية في النمسا مساحةً واسعةً من أجل الاستشفاء وإطلالة على أكثر مضمار تزلج مذهل في العالم، إنّه مضمار «هاننكام». استمتع بالاسترخاء من الدرجة الأولى في منتجع «روزا» الواقع على منطقة تبلغ مساحتها 3000 متر مربع والذي يضمُّ علاجاتٍ من عوالم المياه والجمال واللياقة والبدنية وحمامات الساونا.

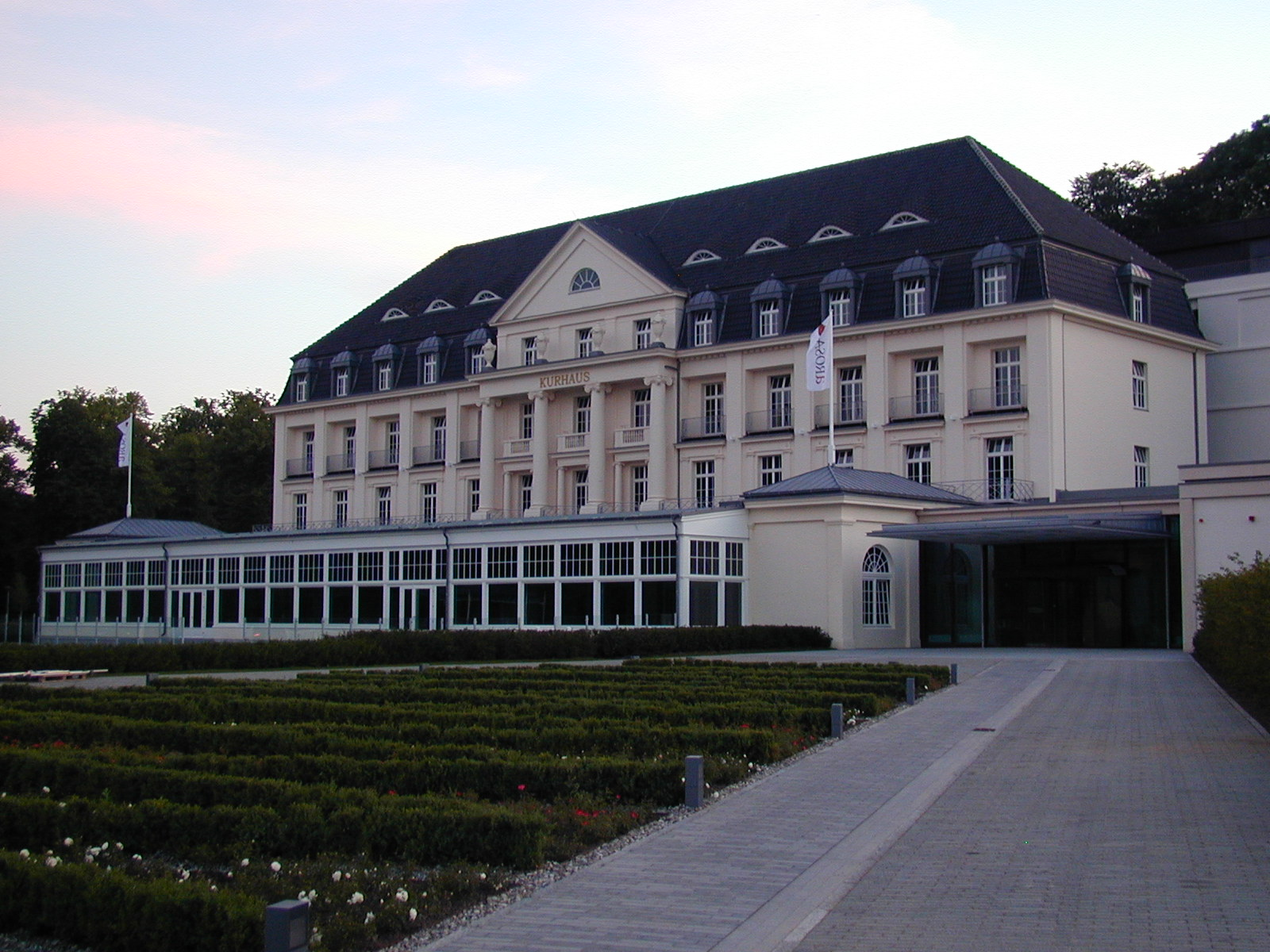
منتجع وفندق غراندأ- روزا

### فندق تينرهوف
كان هذا الفندق من فئة الخمسة نجوم Hotel Tennerhof في الأصل منزلاً ريفياًأنيقا مبنيا بالشكل السائد آنذاك في إقليم تيرول، فإنَّك تشعر بالتقاليد من لحظة دخولك المكان. من الهضبة المشمسة الواقعة فوق كيتسبوهل، تستطيع الاسترخاء في الحديقة الرائعة والاستمتاع بإطلالة بانورامية فاتنة للجبال المحيطة.

### منتجع غراند تيروليا للتزلج والغولف
منتجعٌ من فئة الخمسة نجوم محاطٌ بالمناظر الطبيعية الرومانسية. يقدم منتجع غراند «تيروليا» Grand Tirolia Golf & Ski Resort الفن المعماري الذي يجمع بين الخلود والحداثة. تشتمل ميزات الفندق على 8 غرف مختلفة وأجنحة متعددة الفئات وقاعة للمناسبات مع منصة للعروض وغرف للندوات ومطعمين لهما شرفة كبيرة مشمسة ومقهى الغولف ومنتجع صحيّ مساحته 1500 متر مربع وملعب الغولف الخاص بالفندق مع مدرسة تعليم الغولف ودرب للتزلج حول الفندق في فصل الشتاء.

### فندق رويال سباكيتسبوهل يوخبرغ
أول «فندق رائد في العالم» في كيتسبوه، ويمثلُ فندق «رويال سبا كيتسبوهل» Royal Spa Kitzbuehel Hotel Jochberg وسائل الراحة والمتعة الحديثة ومع ذلك المُترفة مع لمسةٍ تيرولينية جميلة. بالإضافة إلى المطاعم الخمسة، تتوفر قاعتان خاصتان حصريتان لتناول العشاء مع خدمة خاصة. تدعو ردهة السيجار المتميّزة بشكلٍ مترفٍ، والتي تحتوي على علبة للحفاظ على رطوبة السيجار ومكتبة، الضيوفَ للاسترخاء وتمضية الوقت. يَعِدُ المنتجع الصحيُّ الخاص ومنطقة الاسترخاء وكذلك ثلاثُ أجنحةٍ لمنتجعاتٍ صحيّةٍ خاصةٍ مع خدمةٍ فرديةٍ بالحصول على تجربة استشفاء فريدة.

### فندق شلوس ليبينبيرغ
يبدو فندق شلوس ليبينبيرغ Hotel Schloss Lebenberg، الذي يطل على مدينة كيتسبوهل ومنحدر هاننكام الشهير للتزلج بكلِّ تفاصيله كقلعة ألبيّة- إنّه بعبارة بسيطة قصةٌ خرافية. يقع الفندق على الجهة المشمسة لكيتسبوهل ويمكن الوصول إليه خلال عشرة دقائق مشياً على الأقدام من مركز المدينة، ولأنّه فندق مدارٌ من قبل عائلة، توجد فيه خدمةُ روضة أطفال مجانيّة مع غرفة ألعاب مراقبة للأطفال. تأخذك حافلة للنقل ذهاباً وإياباً إلى وسط مدينة كيتسبوهل وملاعب الغولف الاربعة وإلى اسطبلات ركوب الخيل وكذلك إلى منطقة التزلج في فصل الشتاء.

### فندق زور تينّي
يضمُّ الفندق 51 غرفةً وأجنحةٌ مزينة بأسلوب البيت الريفي لاقليم تيرول. تذوق أطايب الطعام في المطعم الذي حاز على القلنسوة «التوكة» وفقاً لتصنيف دليل«غولت ميلاو» للمطاعم. توفر منطقة المنتجع الصحيِّ الاسترخاء والراحة. يؤمن فندق «زور تينّي» Hotel Zur Tenne 13 غرفة استديو- مع مدفأة مكشوفة- و11 جناحاً- يحتوي البعض منها على جاكوزي خاص به وحمام بخاريّ.

### فندق هايس ويس راسل

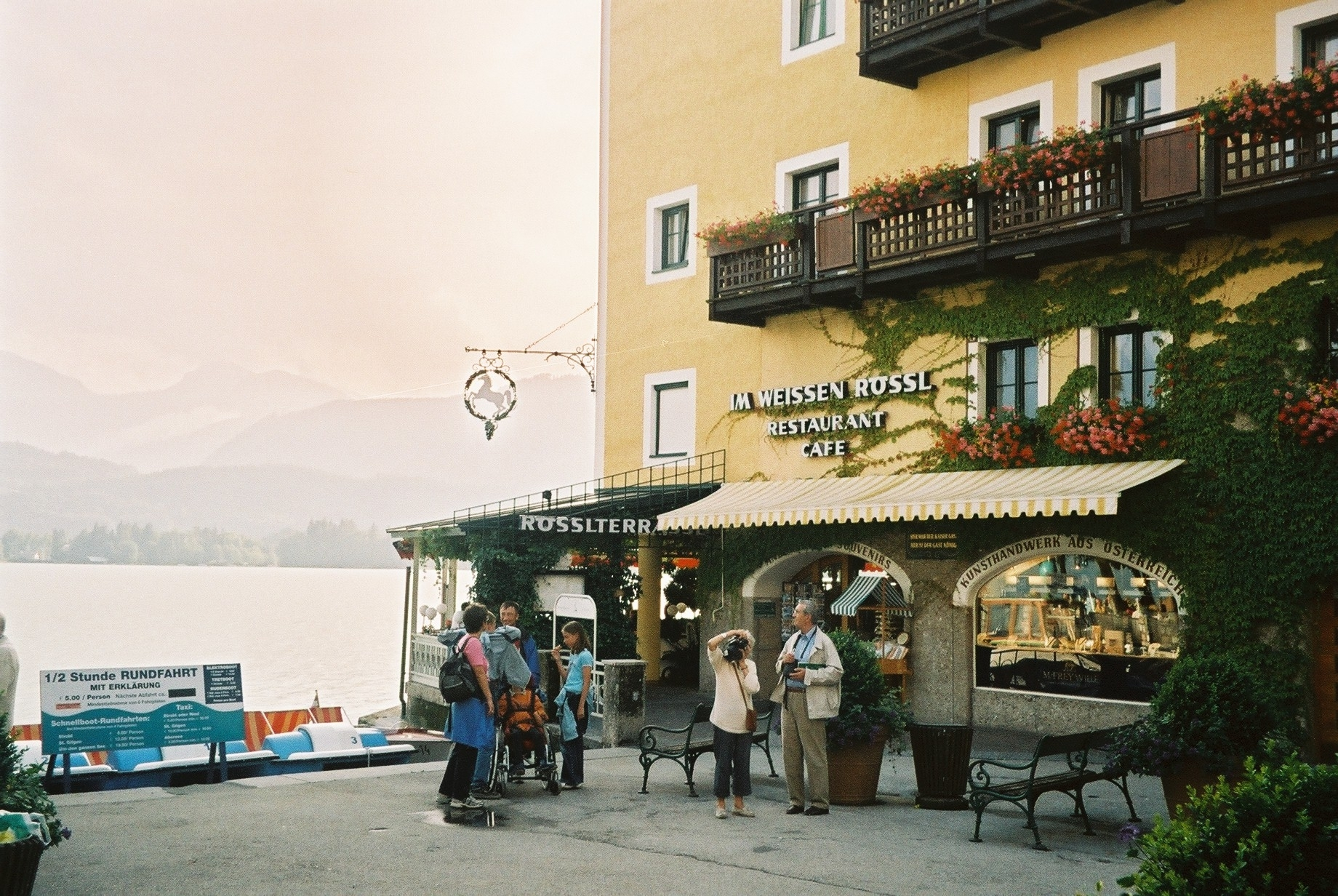
فندق هايس ويس راسل

لقد كان فندق Weisses Rössl طوال فترة وجوده نقطة التقاءٍ شعبيةٍ للفنانين ورجال الأعمال والأرستقراطيين والسياسيين.
لقد تحوَّل الفندق من عام 1999 وحتى عام 2000 من فندق تقليديٍّ من فئة الأربعة نجوم إلى فندقٍ مُترفٍ رائدٍ من فئة الخمسة نجوم مع بناء «ريزيدنس» الإضافي المُلحق والذي يضمُّ الآن غرفاً فندقيّةً واسعةً وأجنحةً حصريّةً ومنطقةَ منتجع صحي."Weisses Rössl - Hotel in Kitzbühel, Kitz, 5 Star Hotel". مؤرشف من الأصل في 2013-03-10.

### فندق شوارزر أدلر
لقد تحول فندق شوارزر أدلر Hotel Schwarzer Adler، بفضل التجديدات الشاملة إلى فندق استشفاء مترف من الدرجة الأولى قائم في وسط مدينة كيتسبوهل. اِفتُتِحت منطقة منتجع صحيٍّ مساحته 1000 متر مربع على سطح الفندق، حيث يتمكن الضيوف هنا من السباحة في البركة التي يبلغ طولها 18 متراً- إنَّها أطول بركة قائمة على سطح مبنى في جبال الألب. حددّت منطقة الاستشفاء والجمال الجديدة أيضاً التوجهات المتعلقة بطرازهاالمعماري. الإطلالة البانورمية ذات 360 درجة لمدينة كيتسبوهل القديمة والجبال المحيطة هي من أهم المشاهد. يربط مصعدٌ بانوراميٌّ «السبابلاك» الذي تبلغ مساحته 1000 متر مربع مع المنطقة ذات المناظر الطبيعية والواقعة عند أعلى السطح.

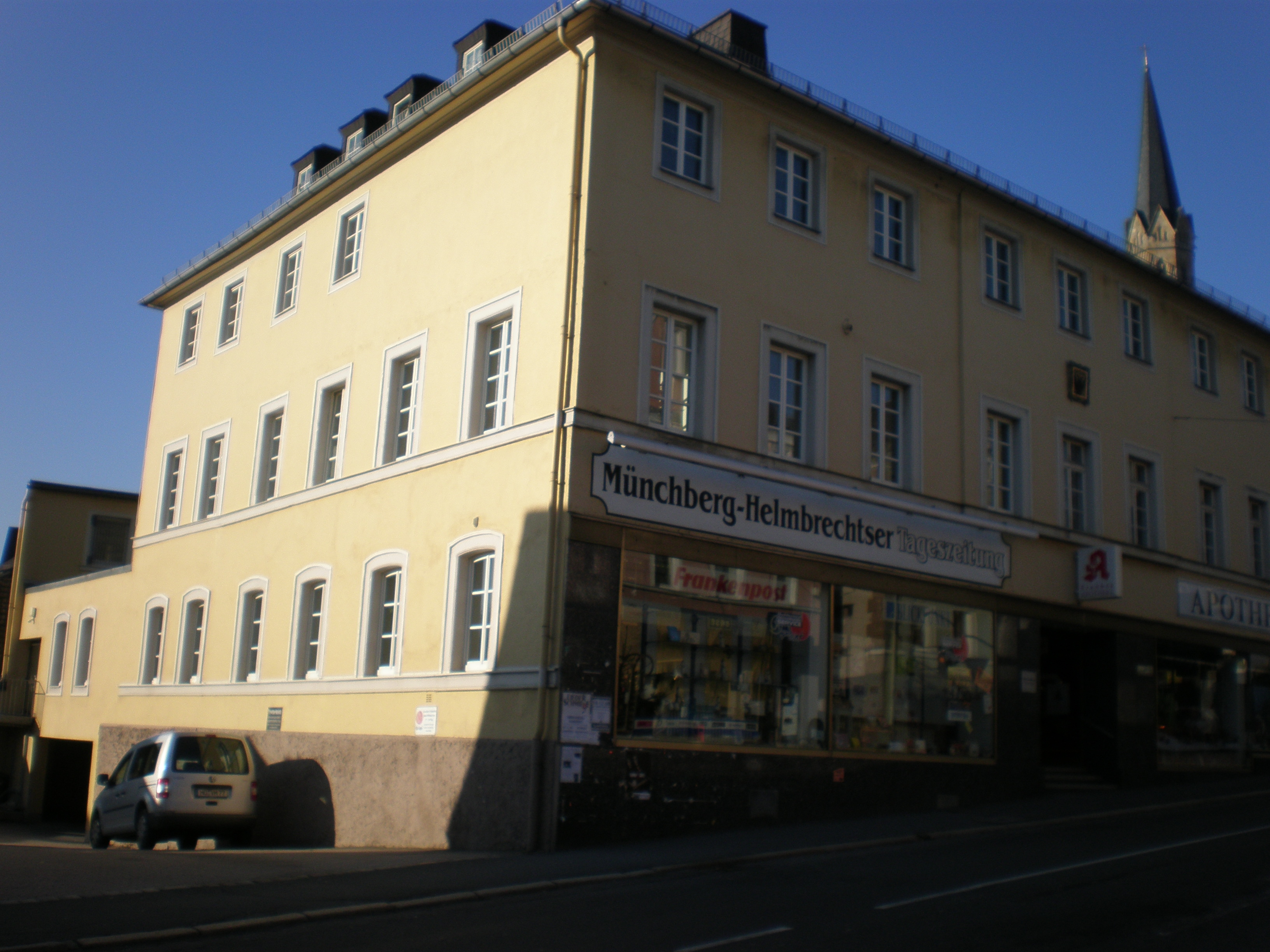
فندق شوارزر أدلر

### فندق ومطعم روزيس سنبرغستابن
من مكان ريفيٍّ إلى مكان راقيٍ ومن جوٍّ حميميٍّ إلى جوٍّ حصريٍّ، سوف يجدالضيوف في فندق ومطعمRosi´s Sonnbergstubn، الواقع على ارتفاع 400 مترٍ فوق كيتسبوهل، التقاليدَ والذوقَ العالمي بطريقة لا تضاهى. إنَّ الإطلالة من الشرفة الكبيرة المواجهة للجنوب مذهلةٌ. قد يرغب العرسان خلال شهر عسلهم تجربة تناول عشاءٍ رومانسيٍّ على ضوء الشموع في حجرات الطعام الخشبية المبهجة والتي يبلغ عمرها 200سنة. المطعم مشهور بمطبخه الممتاز ذي الأسلوب التيرولي بشكلٍ خاص.

### براكسماير
مقهى ودكان حلويات تقليدي Praxmair. من المأكولات المميّزة في هذا المقهى الدونات المنزلية الصنع، إنَّه أيضاً نقطة التقاء للفنانين المحليين.

### لويس ستيرن
مطبخٌ تيرولي Lois Stern بنكهاتٍ من أوروبا وآسيا. مطعم يقدمُ النضارة الخالصة والجودة التي لاتقبل بالحلول الوسط مع رئيس الطهاة الذي يطهو بشغفٍ.

### مطعم ستوربورغ
مطعم Steuerberg هو وجهة سياحية شعبية للعائلات، حيث تستطيع رؤية بحيرة شوارزسي وجبل كيتسبوهلر هورن ومضمار سباق هاننكام المشهور للتزلج عند الجلوس في الشرفة.

### مطعم آسيا
مطبخٌ تايلانديٌ وصينيُّ أصيل Asia Restaurant حيث بالمكان تناول الطعام في المطعم أو خُذه معك.
المطعم مفتوح يومياً: من الساعة 11.00 صباحا - 3.00 بعد الظهر ومن الساعة 5.00 بعد الظهر - 11.00 مساء.

## بطاقة كيتسبوهل الألبيّة الصيفية
الاستمتاع بفصل الصيف من غير حدودٍ باستخدام بطاقة «كيتسبوهل الألبيّة الصيفية» Kitzbueheler Alpen Summer Card حيث تستطيع تجربة الصعود للقمم كل يومٍ: ركوب 29 مصعداً وتلفريكا باستخدام تذكرة واحدة فقط. العرض ساري المفعول من شهر مايو وحتى شهر أكتوبر. وَفِر طاقتك بالركوب بالتلفريك لصعود القمة التي تختارها ومن ثم قُم بنزهةٍ مشياًعلى الأقدام إلى المحطة التالية. تستطيع القيام باستراحةٍ في مطعمٍ ومن هناك تتحرك بثقةٍ إلى المحطة التالية قبل أن تنزل بسهولةٍ إلى الوادي."Kitzbüheler Alpen Summer Card : Kitzbuehel, Tyrol : Holidays in Kitzbühel, Tyrol, Austria". مؤرشف من الأصل في 2011-09-26.

### الدليل السياحي
يتواجد أيضا في المدينة دليل يتحدث اللغة العربية.Guide Magy Klaissner